# フンザ

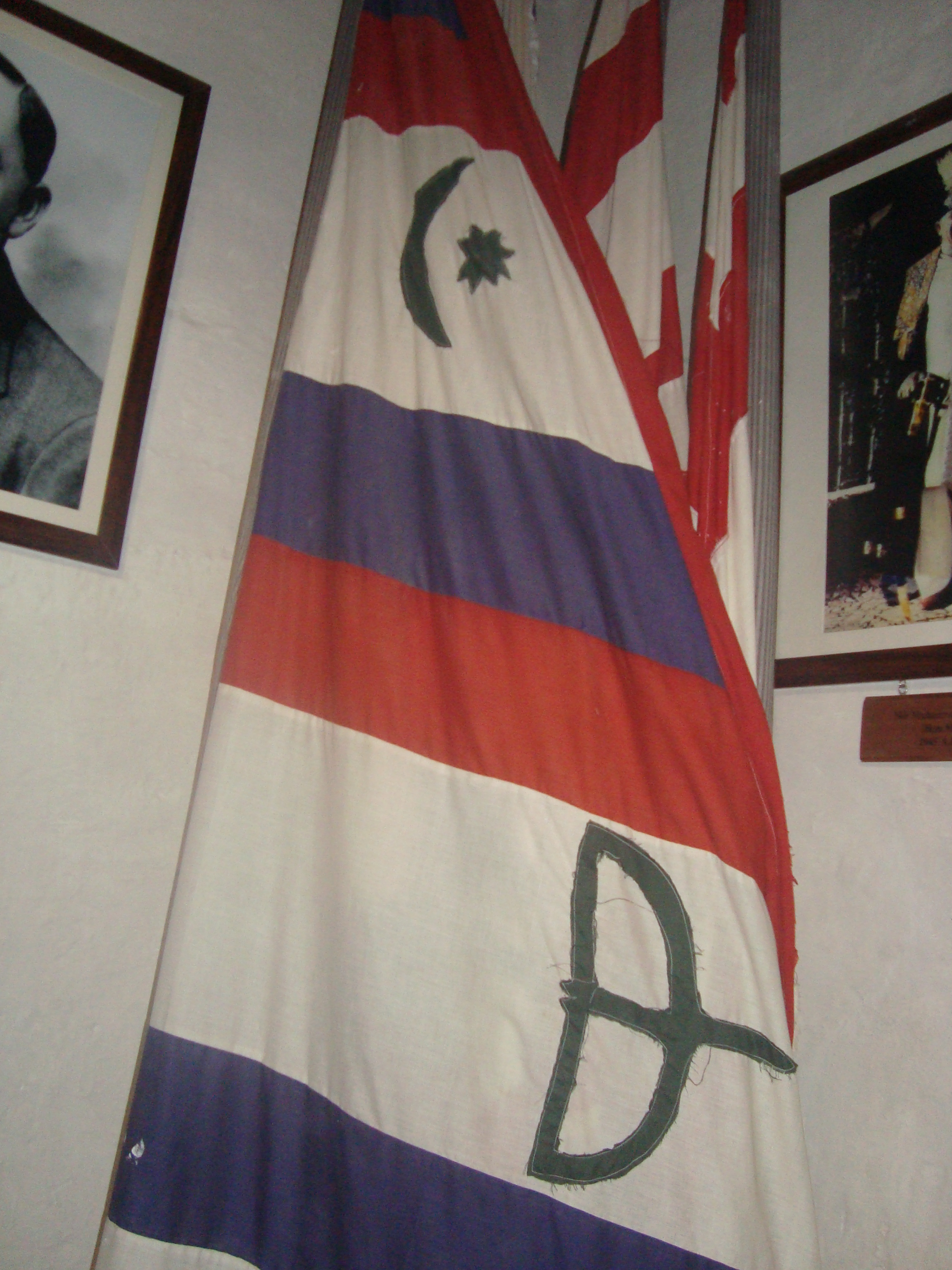
フンザ藩王国の国旗

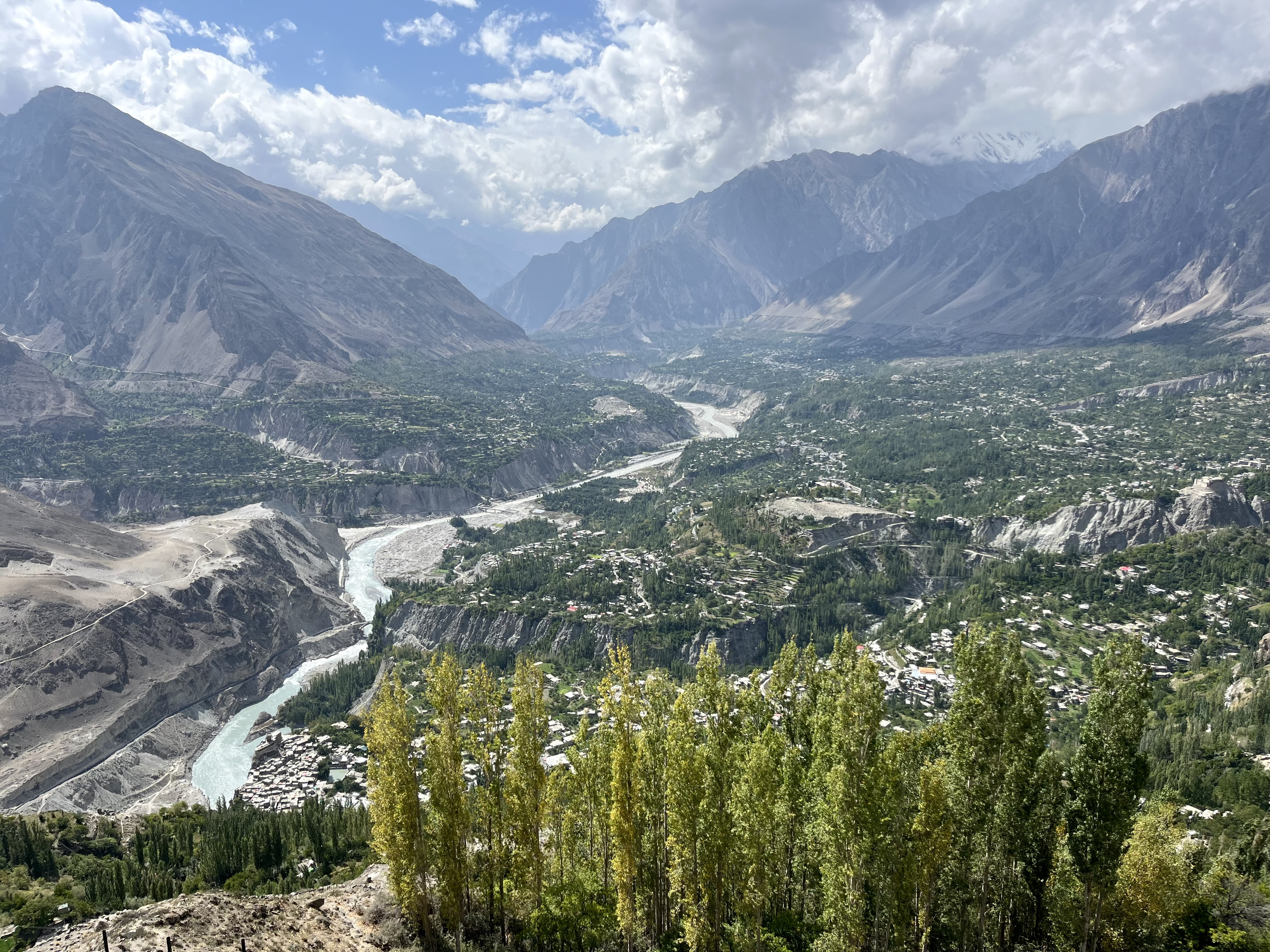
フンザ渓谷

フンザ （Hunza, ウルドゥー語: ہنزہ） は、パキスタン・イスラム共和国北西部ギルギット・バルティスタンのフンザ＝ナガル県に位置する地域。広義では、藩王が1974年まで支配していたフンザ藩王国の版図、狭義ではその王都があったカリーマーバード（Karimabad）を指す。

## 地理
北で中華人民共和国、北西でアフガニスタンとの国境と接し、面積10,101平方キロメートル。中国のカシュガルへ向かうカラコルム・ハイウェイ沿いに、観光ホテルや安宿の集まるカリーマーバード、ゴジャール（Gojal）にあるパスー村、グルミット村などの集落が点在している。
ワハーン回廊へは、カランダル峠、イルシャード峠で夏期のみ連絡されている。また、ワフジール峠でバダフシャーン州（アフガニスタン）とタシュクルガン・タジク自治県（中華人民共和国 新疆ウイグル自治区 カシュガル地区）が連絡されている。

## 住民
フンザ人の長寿性は幾つかの文献で注目されているが、それ以外からは出生記録が残っていないことから発生した長寿神話(longevity myth) だと否定されている。ブルショー人と関わり続けた著名な作家であるジョン・クラークは、彼らは全体的に不健康であったと報告している。ただし長寿であるとの推定が正しいかどうかに関わらず、フンザ人が健康的な生活スタイルを送っていることは疑いようがないとされている。この謎を解決するために多くの研究者がフンザ人と共に生活しており、その一人であるロバート・マクキャリソンは癌や胃潰瘍、虫垂炎などの症状を持つ個人を誰一人として発見できなかった。

### 言語
現地ではブルシャスキー語（Burushaski）が使われているが、英語やウルドゥー語も解されている。ゴジャール地域では ワヒー語（Wakhi）が話されている。

### 宗教
シーア派イスラームのイスマーイール派信者が多く、パキスタン他地域のイスラム教徒と比べると、風習や服装はかなり異なる。

## 産業
パキスタンと中国新疆ウイグル自治区を結ぶアジア横断ルートの途中にある上に、7000m級のパミール高原の山々が迫る辺境にあるため、外国人観光客や登山目的の旅行者が多い。アジアを旅するバックパッカー（個人旅行者）には「伝説の地」、「桃源郷」と呼ばれるほど、景色がすばらしい。自然豊かな村や谷は、4月になると杏の花でピンク色に埋め尽くされる。また、酒類の入手が困難なパキスタンにおいては珍しく、フンザワインと呼ばれる飲料が旅行者の間の隠れた名物となっている。そうした風土を愛して長期逗留する旅行者が少なくない。以前は日本の旅行会社のツアー客も多数訪れていた。ただ、アメリカ同時多発テロ事件以降、訪問する観光客は減少傾向にある。
日本人旅行者の間では「風の谷のナウシカ」の「風の谷」のモデルとなったと言われてきた。旅行人編集室『旅行人ノート5 アジア横断』旅行人、1998年、134頁でも伝聞情報として取り上げられているが、スタジオジブリ公式ホームページ及び各種アニメ関係書籍ではその旨が示されたことはなく、根拠は不明。前述ガイドブックにおいても、2002年の改訂版からは抹消されている。宮崎駿自身は「（風の谷のイメージは）中央アジアの乾燥地帯なんです」と雑誌の対談で明言している。

## 自然災害

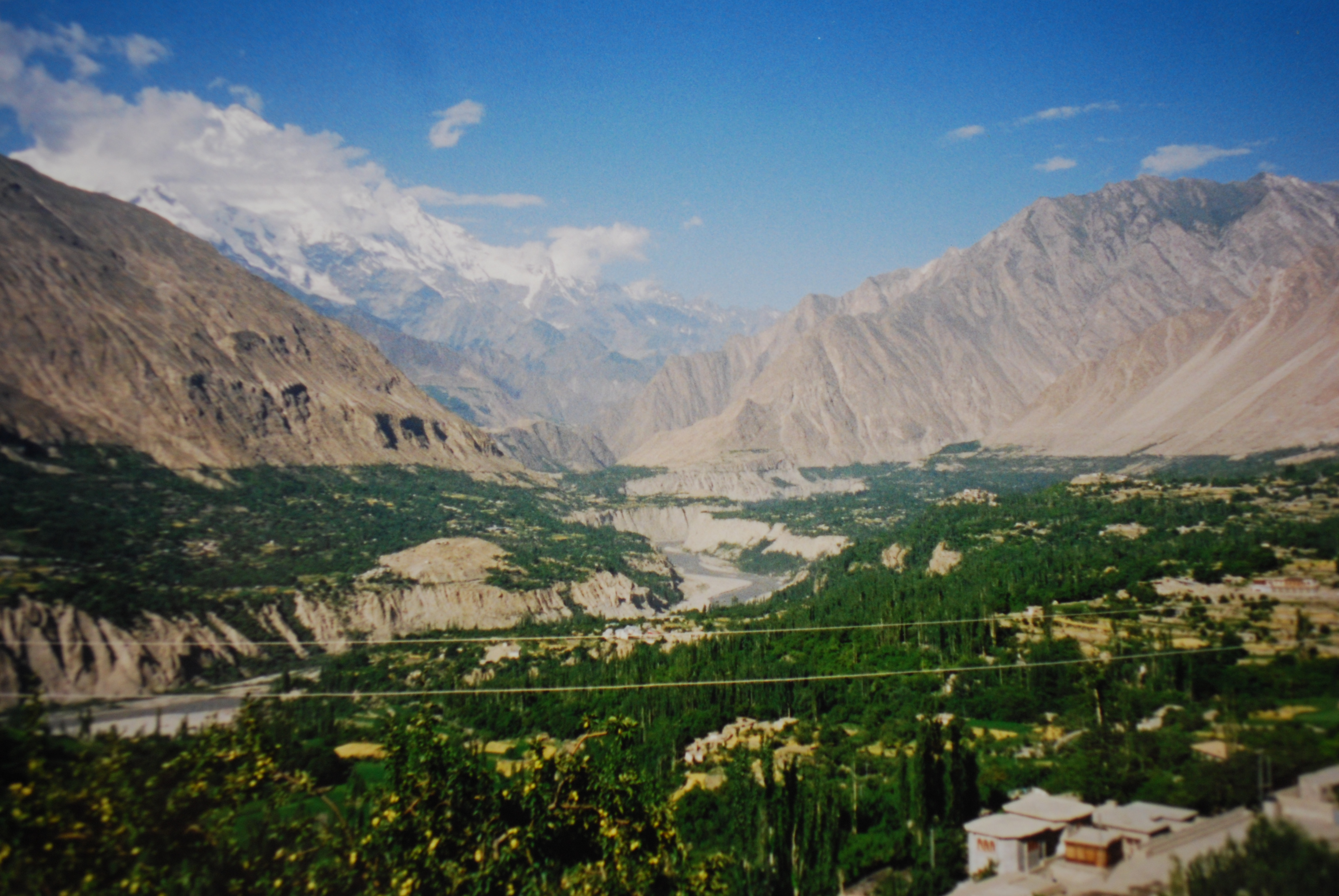
2010年1月4日、フンザ川（英語版）に面した山腹斜面が地すべりにより崩壊し、天然ダムが形成された。天然ダムは、ダム湖（アッタバード湖）を形成したことから、川沿いの複数の集落やカラコルム・ハイウェイが湖に水没するなどの被害が生じた。
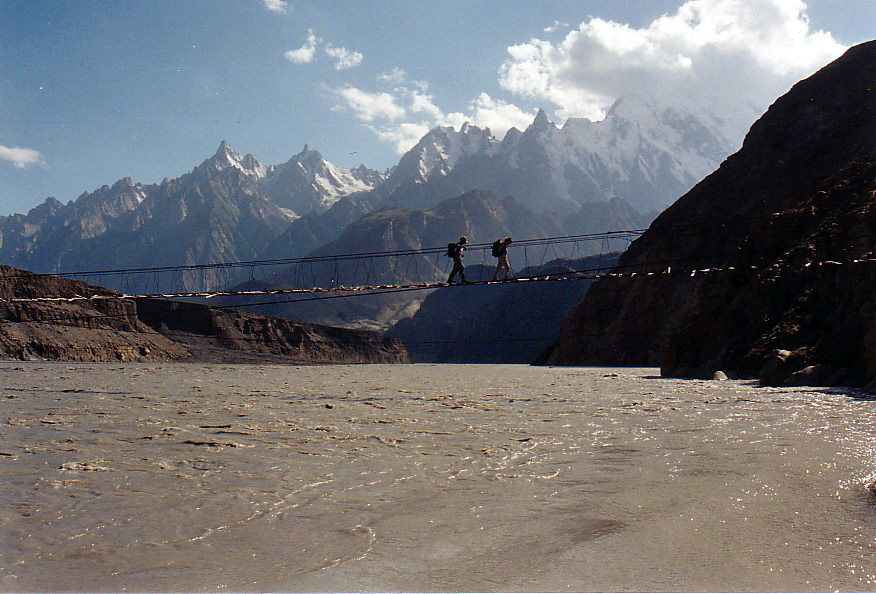
フンザ川の対岸の集落を結ぶ簡素な吊橋。パスー